# Аквавива д’Арагона, Трояно
Трояно Аквавива д’Арагона (итал. Troiano Acquaviva d’Aragona; 24 февраля 1694, Неаполь, Неаполитанское королевство — 20 марта 1747, Рим, Папская область) — итальянский куриальный кардинал.  Титулярный епископ Филипполи Аравийской с 18 апреля 1729 по 14 августа 1730. Префект Дома Его Святейшества с 14 мая 1729 по 3 октября 1730. Префект Апостольского дворца с 6 июля 1729 по 1 октября 1732. Титулярный архиепископ Лариссы с 14 августа 1730 по 1 октября 1732. Архиепископ Монреале с 4 мая 1739 по 20 марта 1747. Камерленго Священной Коллегии кардиналов с 3 февраля 1744 по 25 января 1745. Кардинал-священник с 1 октября 1732, с титулом церкви Санти-Кирико-э-Джулитта с 17 ноября 1732 по 19 января 1733. Кардинал-священник с титулом церкви Санта-Чечилия с 19 января 1733 по 20 марта 1747. 